# Blåvingad skogssångare
Blåvingad skogssångare (Vermivora cyanoptera) är en fågel i familjen skogssångare inom ordningen tättingar.

## Kännetecken

### Utseende
Blåvingad skogssångare är en liten (11-12 centimeter) och starkt gul skogssångare med ett tunt mörkt ögonstreck, grå vinge med dubbelt vitt vingband samt vita undre stjärttäckare. I flykten syns vita hörn på den i övrigt grå stjärten.
Arten hybridiserar ofta med den mycket närbesläktade arten guldvingad skogssångare (V. chrypotera) och skapar en form som kallas "brewstersångare", med grå ovansida, gulfärgade vingband, gul hätta, svart ögonstreck och vit undersida. När denna form parar sig med en ren form av någon av arterna bildas andra generationens hybridformer som kan se ut på olika sätt, bland annat den omskrivna formen "lawrencesångare". Denna liknar guldvingad skogssångare i ansiktsteckningen men har blåvingad skogssångares vingteckning och gula undersida.

### Läten
Blåvingade skogssångarens sång är ett elektriskt beee-bzzzzz, lite som en djup suck. Kontaktlätet är ett vasst och torrt tjick, flyktlätet ett kort dzitt.

## Utbredning och systematik
Fågeln häckar i östra Nordamerika och övervintrar från sydöstra Mexiko ner till Panama. Arten är en mycket sällsynt gäst i Europa, med ett fynd av en ungfågel på irländska Cape Clear 4 oktober 2000 samt två fynd i Azorerna 2011 och 2015. 2015 sågs även en "brewstersångare" (se ovan).

Utbredningen för blåvingad skogssångare, med häckningsområde i gult och övervintringsområde i blått.

### Systematik och taxonomi
Blåvingad skogssångare behandlas som monotypisk, det vill säga att den inte delas in i några underarter. Den är mycket nära släkt med guldvingad skogssångare, så pass att de är genetiskt lika till 99.97%, trots påtagliga skillnader i både utseende och läte. Dess vetenskapliga namn var tidigare Vermivora pinus, men studier visar att det korrekta är cyanoptera.

## Levnadssätt
Blåvingad skogssångare häckar i buskmarker, snår och skogsbryn. Under flyttningen ses den även i öppen skogsmark, trädgårdar och parker. Honan väljer boplats på eller nära marken. Däri lägger hon två till sju ägg som ruvas i tio till elva dagar. Blåvingad skogssångare boparasiteras ofta av brunhuvad kostare (Molothrus ater). Fågeln lever av ryggradslösa djur som fjärilslarver, gräshoppor, spindlar, flugor, skalbaggar och myror som den ofta födosöker efter upp och ner likt en mes längst ut på grenarna.

## Status och hot
Blåvingad skogssångare är en relativt vanlig skogssångare och har sedan slutet av 1800-talet vidgat sitt utbredningsområde norrut. Det har gjort att den kommit i kontakt och hybridiserat med sin nära släkting guldvingad skogssångare – ett av flera hot mot den senare arten. Dock har blåvingad skogssångare också minskat, med 1 % per år mellan 1970 och 2017, möjligen på grund av minskad tillgång på dess levnadsmiljö. Denna minskning är dock inte tillräckligt kraftig för att internationella naturvårdsunionen IUCN ska betrakta den som hotad, varför den placeras i hotkategorin livskraftig. Världspopulationen uppskattas till 680 000 häckande individer.